# 一文字屋和輔

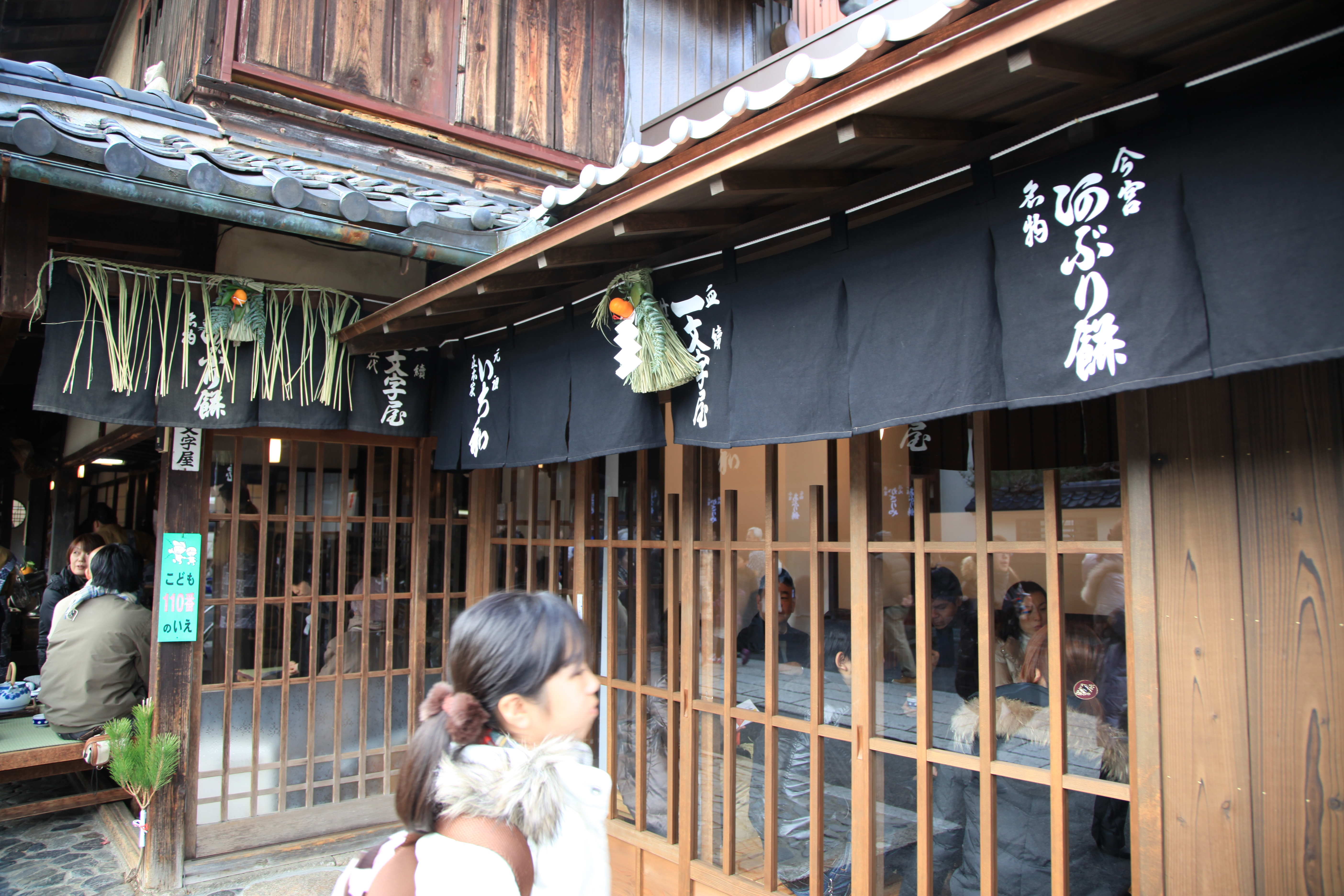
店の様子

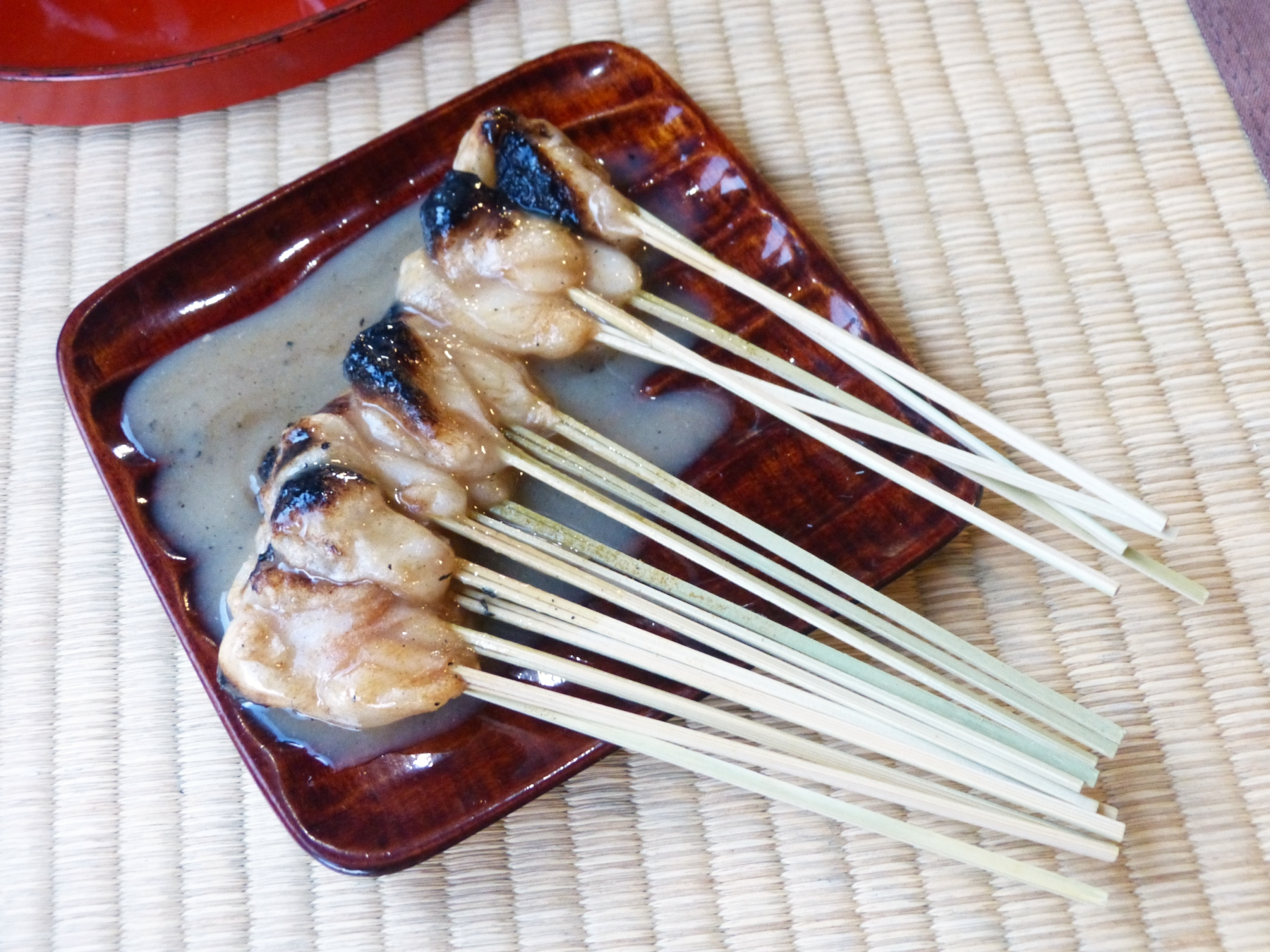
あぶり餅

一文字屋和輔（いちもんじやわすけ）は、京都府京都市北区にある和菓子店。今宮神社の旧参道にあり、あぶり餅だけを提供している。創業は平安時代中期の長保2年（西暦1000年）。2020年現在、飲食店としては日本最古の老舗であり、いわゆる「1000年企業」の一つである。
店名の看板表記は「一文字屋和助」あるいは「あぶり餅 一和」とも表記され、通称は「一和」。「一文字屋和輔」とも「一文字屋和助」とも書き、正式表記は不明である。

## 概要
一文字屋和輔の歴史は今宮神社の歴史に重なる。今宮神社は994年（正暦5年）に悪疫退散の祈願をしたのが始まりで、祈願には竹が使われ餅が供えられた。1000年（長保2年）、初代がそれらを参拝者にふるまったのがのが始まりと言われている、あるいは初代が香隆寺の名物「おかちん（勝餅：あぶり餅）」を今宮神社に奉納したのが始まりともいわれている。今宮神社は悪疫除けの神社で一文字屋和輔のあぶり餅も疫病除けの餅といわれる。建物は複数の建屋が密接していて古いほうは元禄年間、新しい方も大正時代のものとされている。店内には直径3メートルもの大きな井戸があり、この井戸は平安時代からのものである。ただし、衛生上の問題で、井戸の水を飲食に使うことはしていない。同店が提供しているあぶり餅は、一口大の餅にきな粉をまぶして竹串に刺し店頭で焼く。焼き色がついたら、ほんのり甘い白味噌のタレにつける。一文字屋和輔では、あぶり餅を作るのは店の女性の仕事だとされる。
店は今宮神社の旧参道にあり、ほぼ同じようなあぶり餅を出す店が向かい合わせに立っている。北側が一文字屋和輔で元祖を名乗り、南側はこちらも創業以来400年の歴史を持つ「かざりや」で「かざりや」は本家を名乗っている。両店のあぶり餅はほぼ同じように見えるが微妙に味が違うという。2023年現在、あぶり餅は一人前一皿11本で600円。定休日は水曜で10時から17時までの営業。

## 景観重要建造物
一文字屋和輔の店舗は、京都市の景観重要建造物に指定されている（認定番号 第１号)。京都市ではその認定理由を『今宮神社東門へと続く参詣道の通り景観の形成に重要な建造物である。-京都市 文化市民局 文化芸術都市推進室 文化財保護課』』としている。